# Elevador del Monte de San Pedro
El elevador del Monte de San Pedro es un ascensor de cremallera situado en la ciudad de La Coruña. Inaugurado en abril del año 2007, comunica el paseo marítimo de la ciudad con el parque del Monte de San Pedro.
Recorre un trayecto de cien metros, superando una pared rocosa de 63 metros de altura. El viaje en el ascensor tiene un precio de 3 euros, y dispone de tarifa reducida, según Ordenanza núm. 43, reguladora del precio público por prestación de servicios y utilización de las instalaciones culturales, educativas, de ocio y análogas de titularidad municipal (del 50% para los mayores de 65 años), y de cuota cero para menores de 8 años debidamente acompañados por un mayor de edad, los días de puertas abiertas al público que se establezca por acuerdo de la Junta de Gobierno Local, grupos educativos del municipio de La Coruña en visita previamente concertada, visitas patrocinadas por el Ayuntamiento o de colectivos o asociaciones de defensa de los valores de sostenibilidad ambiental, relacionadas con el contenido del parque, previa resolución que así lo declare, entrada para guías turísticos, educadores ambientales, o profesores responsables de los grupos, para la preparación de la posterior visita del grupo, previa acreditación de su condición). 
No cuenta con correspondencia con líneas de autobuses urbanos, aunque las líneas 3, 3A, 12 y 14 cuentan con parada en las inmediaciones del parque del Monte de San Pedro. Cerrado permanente sin visos de volver a abrir. 09/08/2025.

## Antecedentes
En enero de 2002, la Alcaldía-Presidencia del Excelentísimo Ayuntamiento de La Coruña resolvió aprobar el expediente de contratación de la redacción del proyecto y dirección técnica de las obras de recuperación medioambiental de la antigua cantera en la base del Monte de San Pedro y la comunicación a través de la misma del Paseo marítimo con dicho monte por medio de un elevador. 
El proyecto técnico, realizado por Álvarez-Buylla Ingeniería (www.ingenieriaalvarezbuylla.com), buscó las soluciones técnicas para la implantación de un ascensor panorámico, con sus respectivas plataformas de control de accesos en la parte inferior y superior que permitiera el acceso controlado y con seguridad a las instalaciones, y, además, resolver las necesidades de acceso al parque de todas las personas que llegan a la base del monte.. Al mismo tiempo, se pretendió desarrollar y aprovechar el potencial panorámico y el singular atractivo de la zona, recuperando y minimizando el impacto ambiental de la antigua cantera.
Siendo inaugurada por el Excmo. Alcalde de La Coruña, Javier Losada Azpiazu, el 4 de abril de 2007.
Hasta junio de 2009, ha transportado a más de 250.000 pasajeros, convirtiéndose en un reclamo turístico de primer orden para La Coruña.

## Descripción
Se trata de un Elevador panorámico de geometría esférica, con superficie totalmente acristalada
El sistema consta de una cabina y su soporte (patín) y dos contrapesos que discurren a lo largo del recorrido a ambos lados del camino de rodadura unidos mediante cables a la cabina y su soporte.
El ascenso hasta la cumbre se consigue mediante el deslizamiento del elevador sobre un camino de rodadura fijado a la propia montaña. El movimiento de elevación y descenso se realiza por tracción directa, mediante cuatro ruedas dentadas accionadas por sendos motores hidráulicos que engranan en dos cremalleras dispuestas a lo largo de todo el recorrido, paralelamente a los carriles.
La unión entre el habitáculo y el camino de rodadura es a través de una pieza que denominamos "patín". En su parte inferior van colocados los motores eléctricos, hidráulico, ruedas, poleas y frenos, además de elementos complementarios del sistema de accionamiento.
El acceso al elevador se realiza previo paso por las estaciones de control de acceso que están situadas en ambos extremos del recorrido.
Un pequeño estanque con barandilla alrededor de la esfera la protege de golpes y accidentes, además de embellecer la zona, que cuenta además con una marquesina de resguardo de la lluvia y bancos de espera para las personas
La esfera que envuelve el habitáculo del elevador consiste en una estructura metálica espacial, construida con perfiles de acero laminado.
El control del aparato lo ejerce el operador desde una consola de mandos situada en el interior de la esfera al lado de la puerta trasera, comprendiendo los dispositivos de mando y control de los equipos del elevador. 

## Galería

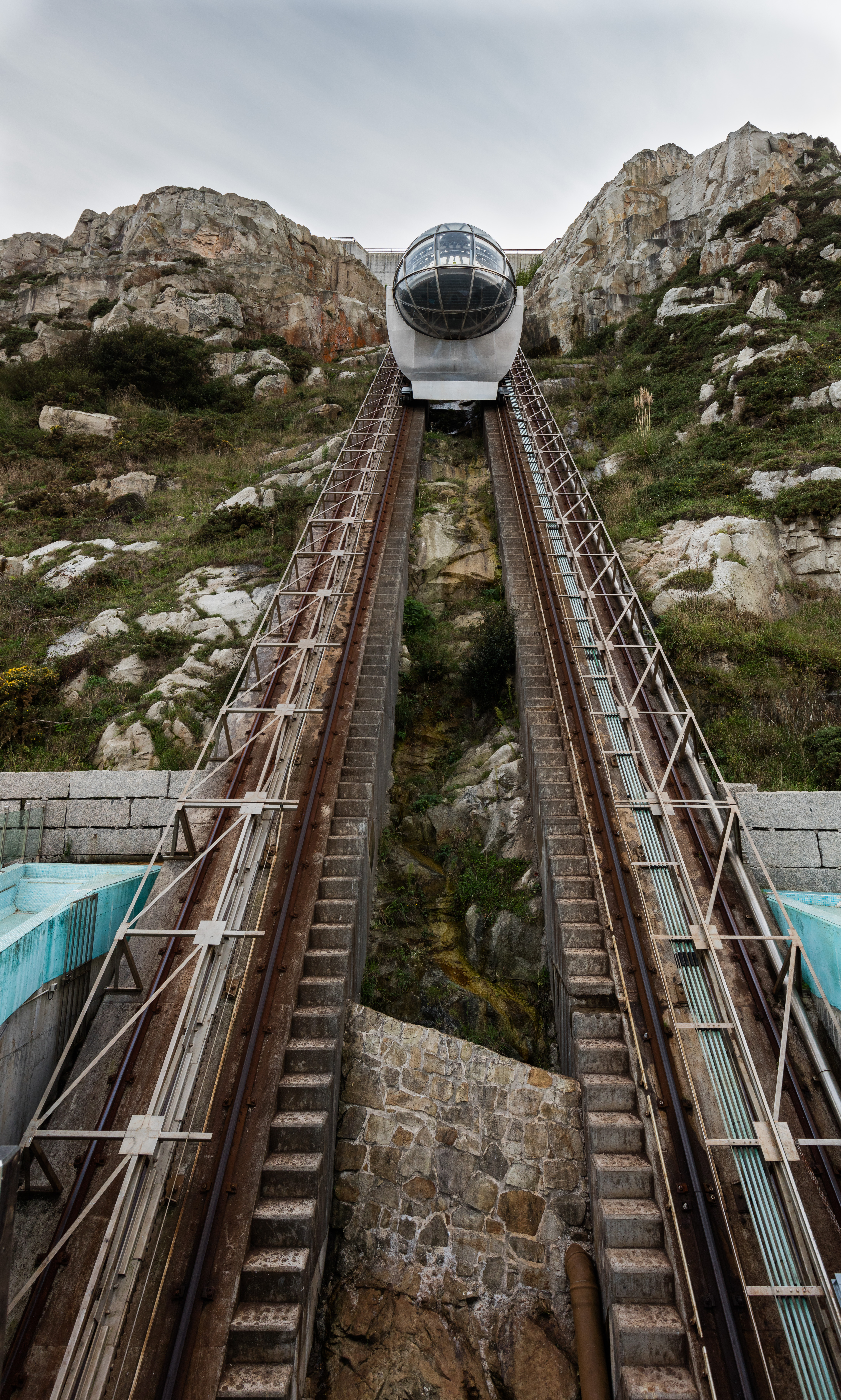
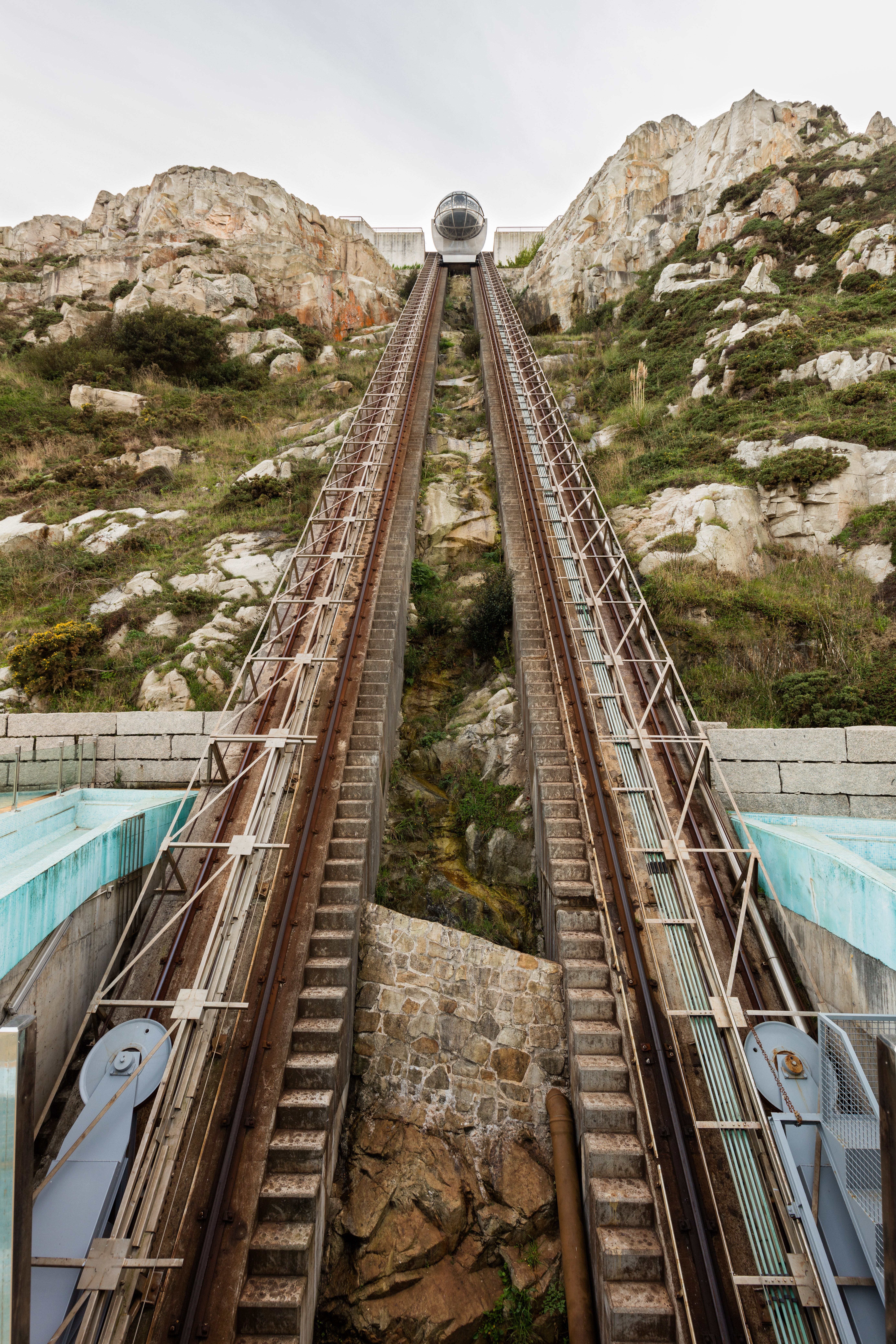
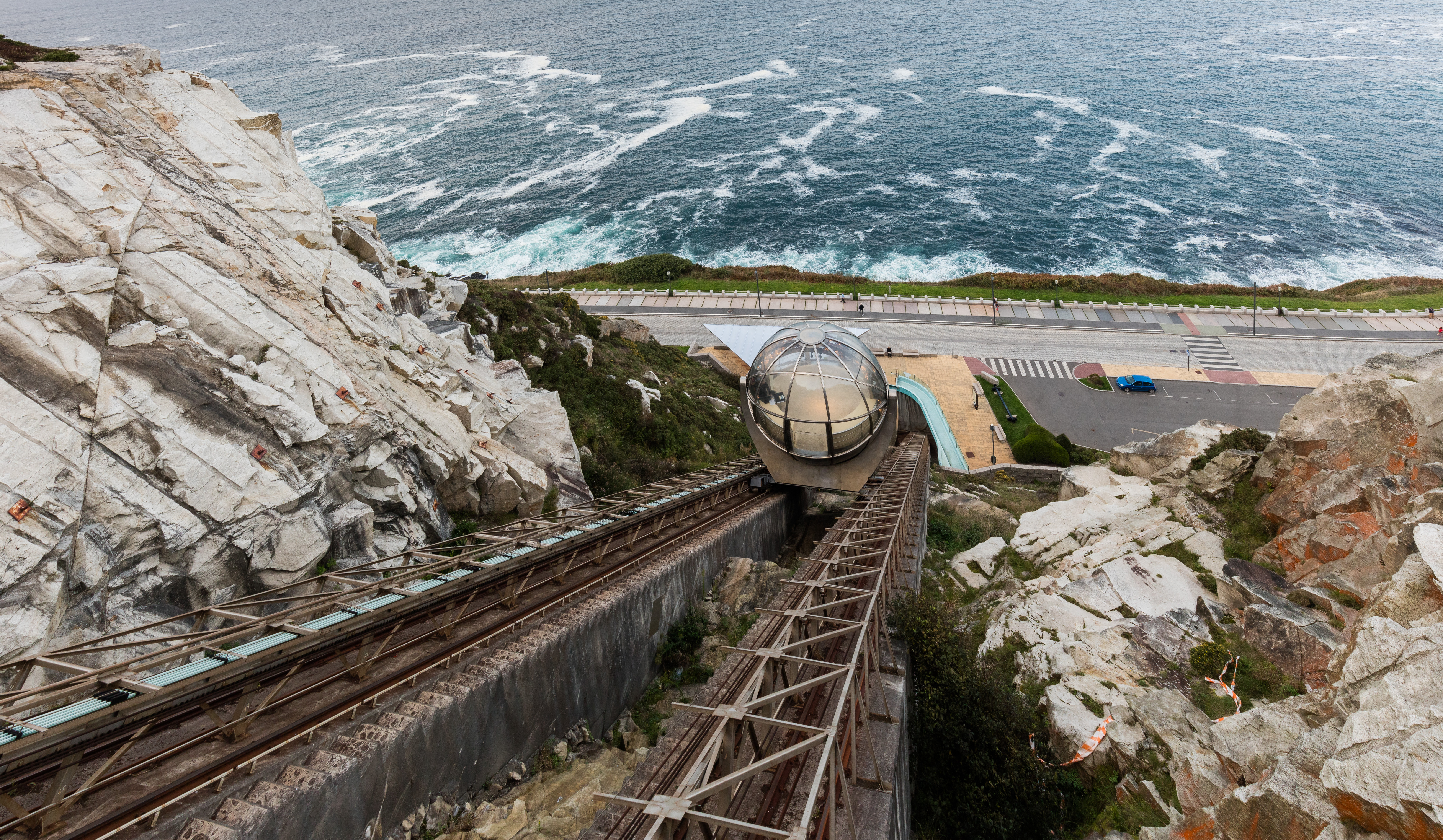
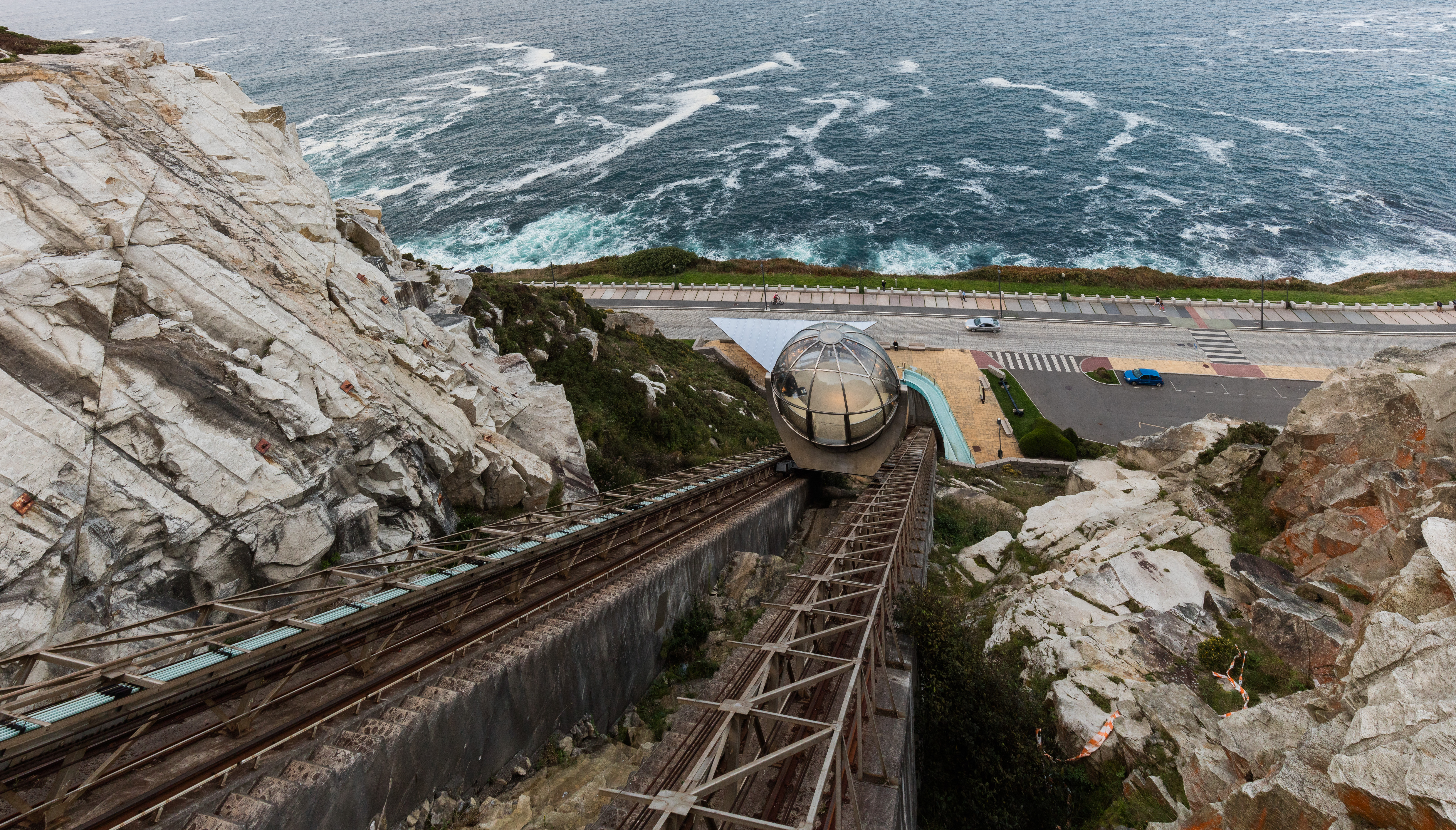
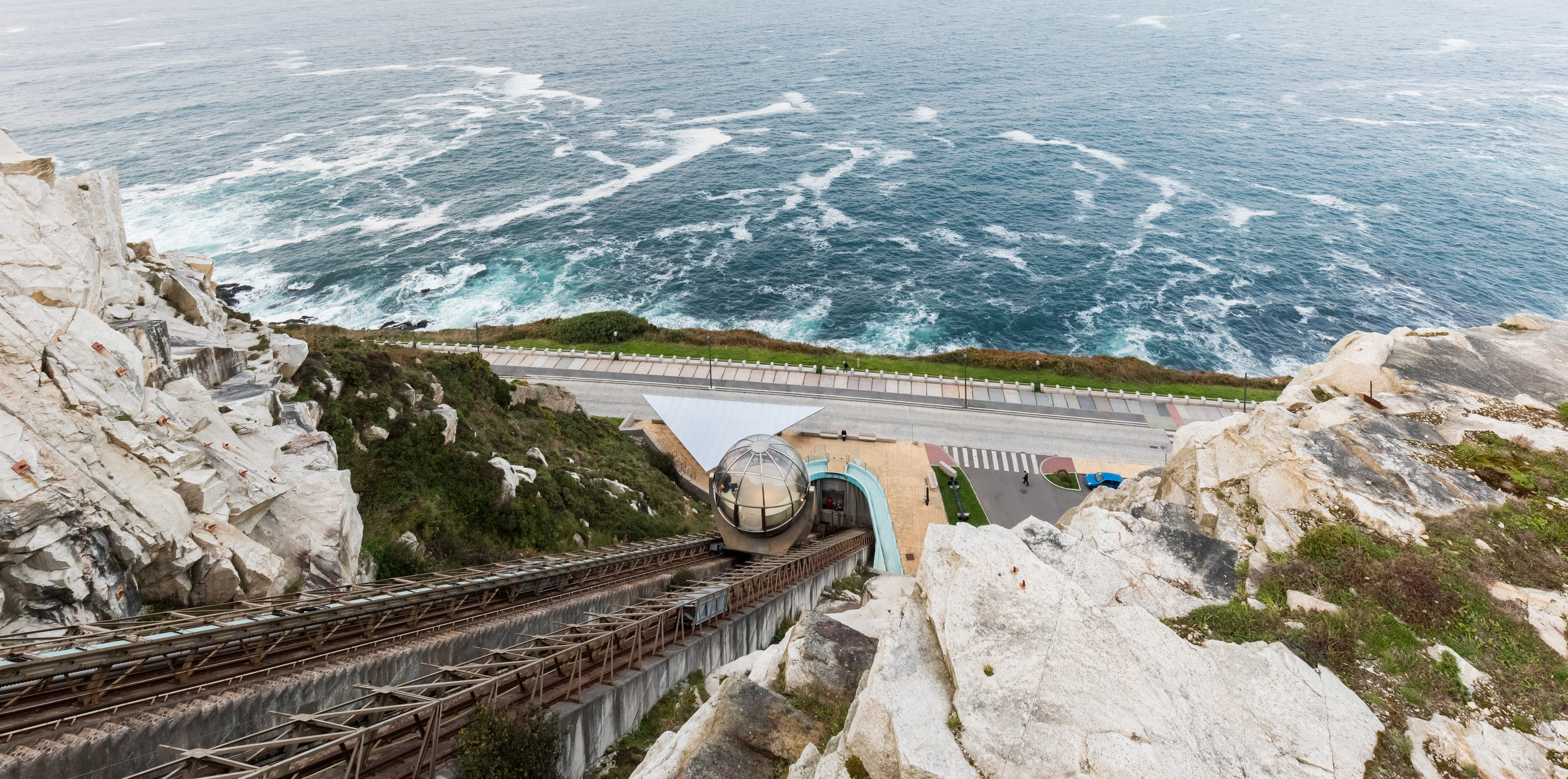
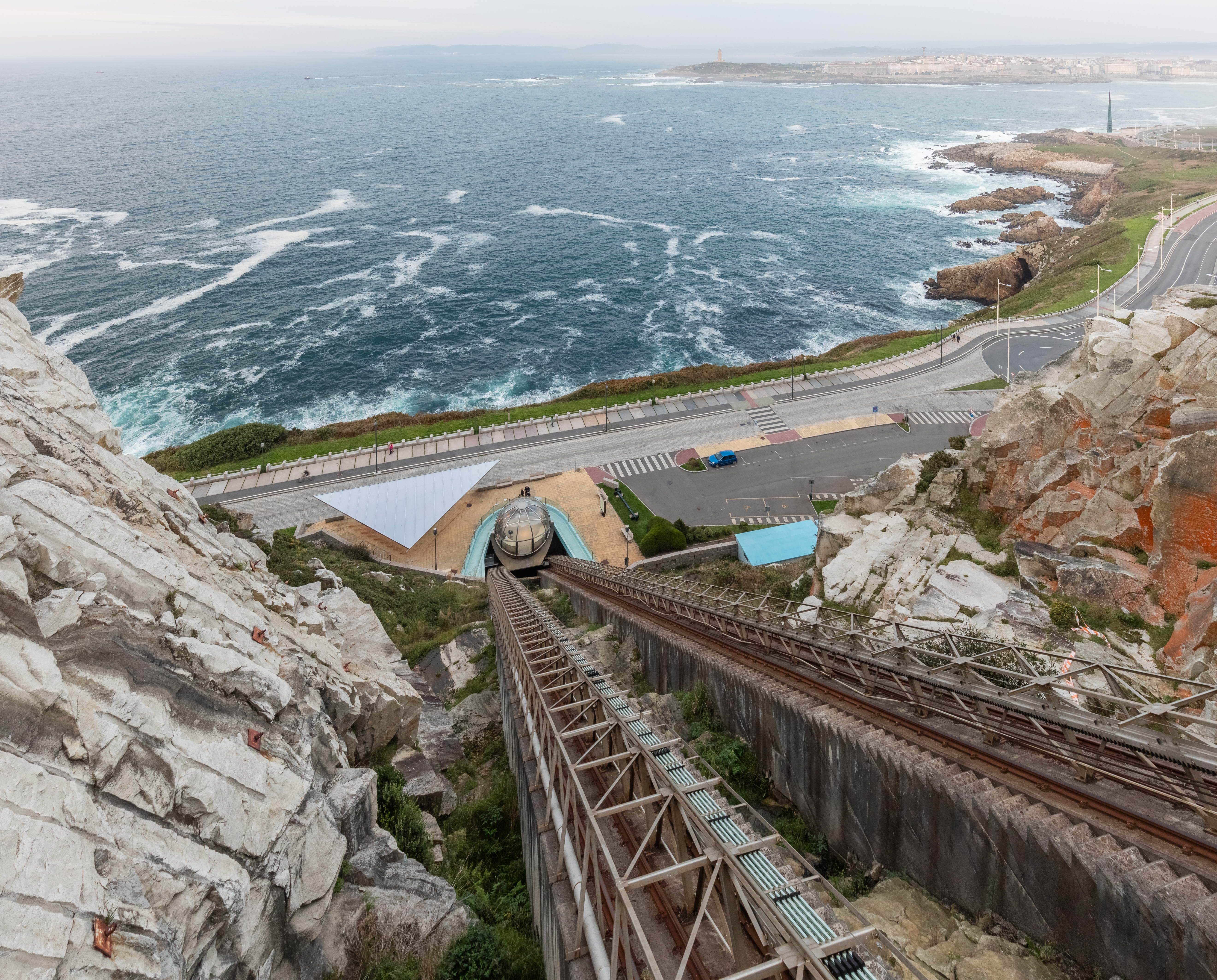
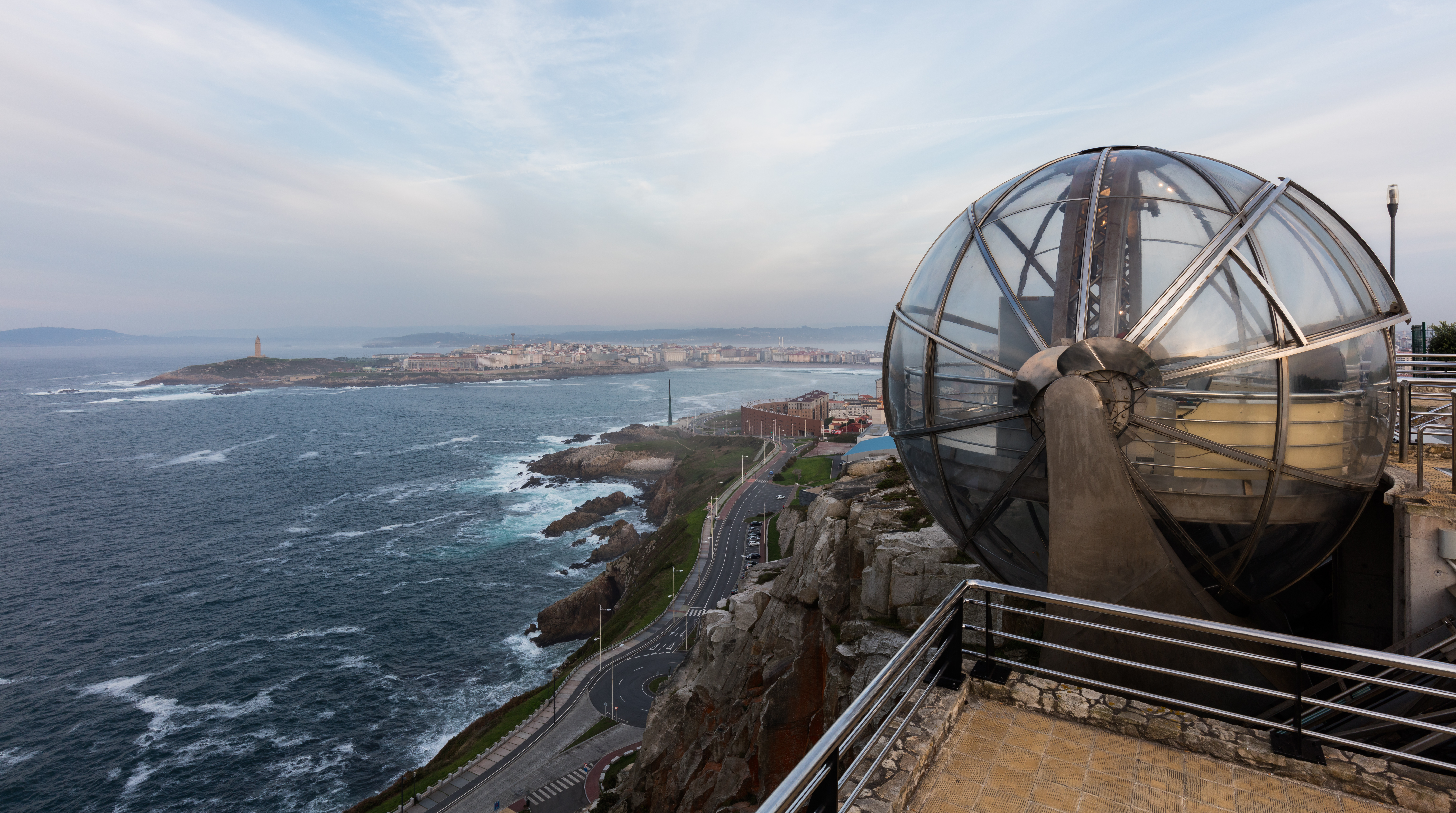

## Recorrido
| Elevador del Monte de San Pedro |  |  |                               |
|                                 |  |  | Paseo Marítimo                |
|                                 |  |  | Parque del Monte de San Pedro |